# Вулиця Полтв'яна
Вулиця Полтв'яна — вулиця у Шевченківському районі міста Львів, місцевість Збоїща. Сполучає вулиці Богдана Хмельницького та Івана Миколайчука, близько середини вулиця Полтв'яна має значну перерву, через облаштований там (вул. Чигиринська, 31) паркувальний майданчик. Прилучаються вулиці Чигиринська, Збоїща та Берестяна.

## Історія та забудова
Вулиця виникла у першій половині XX століття, у 1946 році отримала сучасну назву на честь річки Полтва, яка до 1880-х років протікала по напрямку сучасної вулиці. До приєднання Збоїщ до Львова у 1958 році, цією вулицею проходила межа між цими двома населеними пунктами. У 1990-х роках до вулиці Полтв'яної приєднана вулиця Бужанська.
У 2000-х роках між вулицями вулиці Івана Миколайчука та Полтв'яною облаштували розворотне кільце і разом із ним кінцеву зупинку трамвайного маршруту № 6. На кінцевій зупинці трамвайного маршруту № 6 розташований ринок «Континент», що має адресу: вул. Миколайчука, 2б.
Вулиця забудована одноповерховими приватними садибами у стилі польського конструктивізму 1930-х років. Збереглися два одноповерхових будинки під № 36, 38, а на фронтоні одного з них (№ 36) викарбувано дату спорудження — 1936 рік. Під № 31 розташована невеличка церква Успіння Пресвятої Богородиці, що перебуває у користування релігійної громади Львівсько-Сокальської єпархії Православної Церкви України парафії Успіння Пресвятої Богородиці у Шевченківському районі міста Львова. Під № 34а, 34б, 34в, 34г, 34д, 34е розташований котеджний комплекс, збудований у 2000-х роках. Під № 38а — двоповерхова будівля, на першому поверсі якої міститься СТО «Автопартнер», на другому — «Спальний готель», а перед будівлею розташований паркувальний майданчик.